# Denis Ranque
Denis Ranque est un ingénieur et président de société français né le 7 janvier 1952 à Marseille. Il a notamment été président du conseil d'administration d'Airbus Group de mars 2013 à avril 2020.

## Biographie

### Famille
Denis Georges Marie Ranque naît le 7 janvier 1952 à Marseille, du mariage de Joseph Ranque, médecin, et de Charlotte Gassier.
De son union le 10 juillet 1972 avec Monique Pfeiffer, sont nés cinq enfants.

### Formation
Denis Ranque est ancien élève de l'École polytechnique (X1970) et diplômé de l'École nationale supérieure des mines de Paris.

### Carrière professionnelle
En 1976, Denis Ranque commence sa carrière d'ingénieur du Corps des mines au ministère de l'Industrie où il exerce diverses fonctions dans le domaine de l'énergie jusqu'en 1983.
Il entre alors au groupe Groupe Thomson comme directeur du Plan pendant un an. En 1984, il est nommé directeur des affaires spatiales de la division « Tubes électroniques ». En 1986, il est nommé directeur du département « Tubes hyperfréquences » de la division filialisée en 1988 sous le nom de Thomson tubes électroniques (TTE), société dont il sera le  président-directeur général de 1989 à 1992.
En avril 1992, Denis Ranque est nommé président-directeur général de la société Thomson-Sintra Activités sous-marines. Quatre ans plus tard, Thomson-CSF et GEC-Marconi le nomment à la direction générale de la société commune qu'ils créent dans le domaine des systèmes sonars, Thomson Marconi Sonar. Il démissionne de son poste d'ingénieur en chef des mines en 1996. En janvier 1998, Denis Ranque est nommé président-directeur général de Thomson-CSF, qui devient Thales en 2000, à la suite du rapprochement avec Dassault Électronique et du rachat du britannique Racal ainsi que d'autres sociétés au Royaume-Uni, en Allemagne, en Australie, aux États-Unis, etc.
En 2009, à la suite du rachat de 20,8 % du capital de Thales par Dassault Aviation, Denis Ranque quitte la présidence de ce groupe.
À partir d'octobre 2001, il préside le conseil d'administration de l'École nationale supérieure des mines de Paris, et il devient président du Cercle de l'industrie en septembre 2002. Les deux mandats prennent fin en juin 2012.
De février 2010 à juin 2012, il préside le conseil d'administration de la société Technicolor.
En mars 2010, il est nommé président du conseil d'administration de l'Association nationale de la recherche et de la technologie (ANRT).
De 2010 à 2012, il préside le conseil d'administration de Scilab Enterprises, dont il reste premier actionnaire et administrateur. En juillet 2010, il intègre le conseil d'administration de la société CGG Veritas en tant que représentant du Fonds stratégique d'investissement (FSI).
Il met fin à ses mandats en juin 2012 « pour réaliser un projet personnel qui lui tient particulièrement à cœur ». C'est durant la réalisation de ce projet qu'en mars 2013, alors que — skipper émérite —, il fait le tour de l'Atlantique sur son voilier, Denis Ranque est appelé par Tom Enders, alors président d'Airbus Group. Le 27 mars 2013, Denis Ranque intègre le conseil d'administration d'Airbus et le 2 avril 2013, il en est élu président,, poste qu'il conserve jusqu'en avril 2020.
Depuis le 8 octobre 2013, il préside le Haut Comité de gouvernement d'entreprise.
Denis Ranque prend le 11 juin 2014 la présidence de la Fondation de l'École polytechnique, succédant à ce poste à Thierry Desmarest. Il y est remplacé en janvier 2022 par Frédéric Oudéa.
Le 10 décembre 2014, il est élu membre de l'Académie des technologies. Il en prend la présidence le 1er janvier 2022 pour deux ans.

## Décorations
Denis Ranque est nommé chevalier dans l'ordre national de la Légion d'honneur le 31 décembre 1998 au titre de « président-directeur général d'une société ; 24 ans d'activités professionnelles, de services civils et militaires » et promu officier le 30 janvier 2008 au titre de « président-directeur général de société ».
Il est nommé au grade de chevalier dans l'ordre national du Mérite le 10 mai 1995 au titre de « directeur général d'une société; 24 ans d'activités professionnelles, de services civils et militaires », promu au grade d'officier le 14 mai 2003 au titre de « président-directeur général d'un groupe industriel » puis promu au grade de commandeur le 15 mai 2015 au titre de « président du conseil d'administration d'un groupe industriel européen de l'aéronautique civile et militaire ».
Il est Honorary Commander de l'ordre de l'Empire britannique et membre de l'ordre du Mérite de la République fédérale d'Allemagne.[réf. nécessaire]